# Ibiza (đô thị)
Ibiza là một đô thị trên đảo Ibiza, thuộc Quần đảo Baleares, Tây Ban Nha.